# Johnny Munkhammar

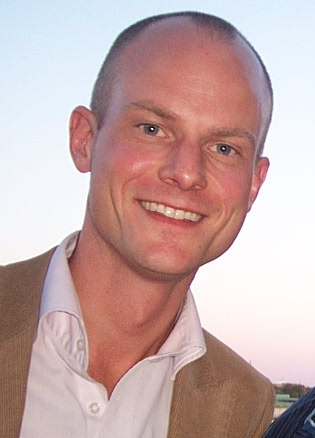
Johnny Munkhammar

Johnny Mattias Munkhammar (Hultsfred, 24 september 1974 – Åkersberga, 14 augustus 2012) was een Zweeds politicus, schrijver en politicoloog.

## Biografie
Munkhammar groeide op in Visby. Vanaf begin jaren negentig studeerde hij politieke wetenschappen aan de Universiteit van Uppsala, waarbij hij economie als bijvak had. Hij studeerde in 1998 af. Van 1996 tot 1999 was hij bestuurslid van de Liberala ungdomsförbundet (de jongerenorganisatie van de liberale Volkspartij) en zowel in 1995 als in 1999 was hij kandidaat bij de Europese parlementsverkiezingen in Zweden.
Aansluitend was hij onder meer werkzaam bij het European Enterprise Institute in Brussel en bij de Zweedse liberale denktank Timbro. In 2005 publiceerde hij het boek European Dawn, after the social model. In 2010 werd hij namens Moderaterna plaatsvervangend lid van de Rijksdag, het Zweedse parlement.
Munkhammar overleed in 2012 op 37-jarige leeftijd aan een langdurige ziekte. Hij liet een vrouw en twee kinderen achter.
- International Standard Name Identifier: 0000 0000 5364 0811
- Library of Congress Control Number: no2006080553
- LIBRIS: 301033
- Virtual International Authority File: 7148791
- WorldCat: E39PBJvHck834kBKgPXp7dYF8C